# Teen Challenge
Teen Challenge – jest ewangelicznym chrześcijańskim programem terapeutycznym i siecią chrześcijańskich centrów socjalnych i ewangelizacyjnych. Jest to 12-18 miesięczny program skierowany do narkomanów, alkoholików, członków gangów, prostytutek i ludzi z problemami kontrolującymi życie.

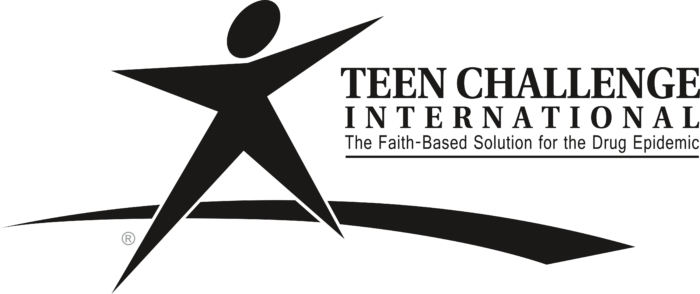
Logo Teen Challenge

## Historia
Teen Challenge zostało założone w 1958 r. przez pastora David Wilkersona, który pracował wśród młodzieży i ludzi z marginesu społecznego w Nowym Jorku.
Do 2004 r., Teen Challenge wzrosło do liczby 173 programów i wielu ośrodków ewangelizacyjnych w Stanach Zjednoczonych a także do 241 ośrodków w 77 innych krajach.
Amerykańskie Teen Challenge podlega pod kościół Zbory Boże (Assemblies of God) zachowując autonomię (m.in. we władzach).

## Teen Challenge w Polsce

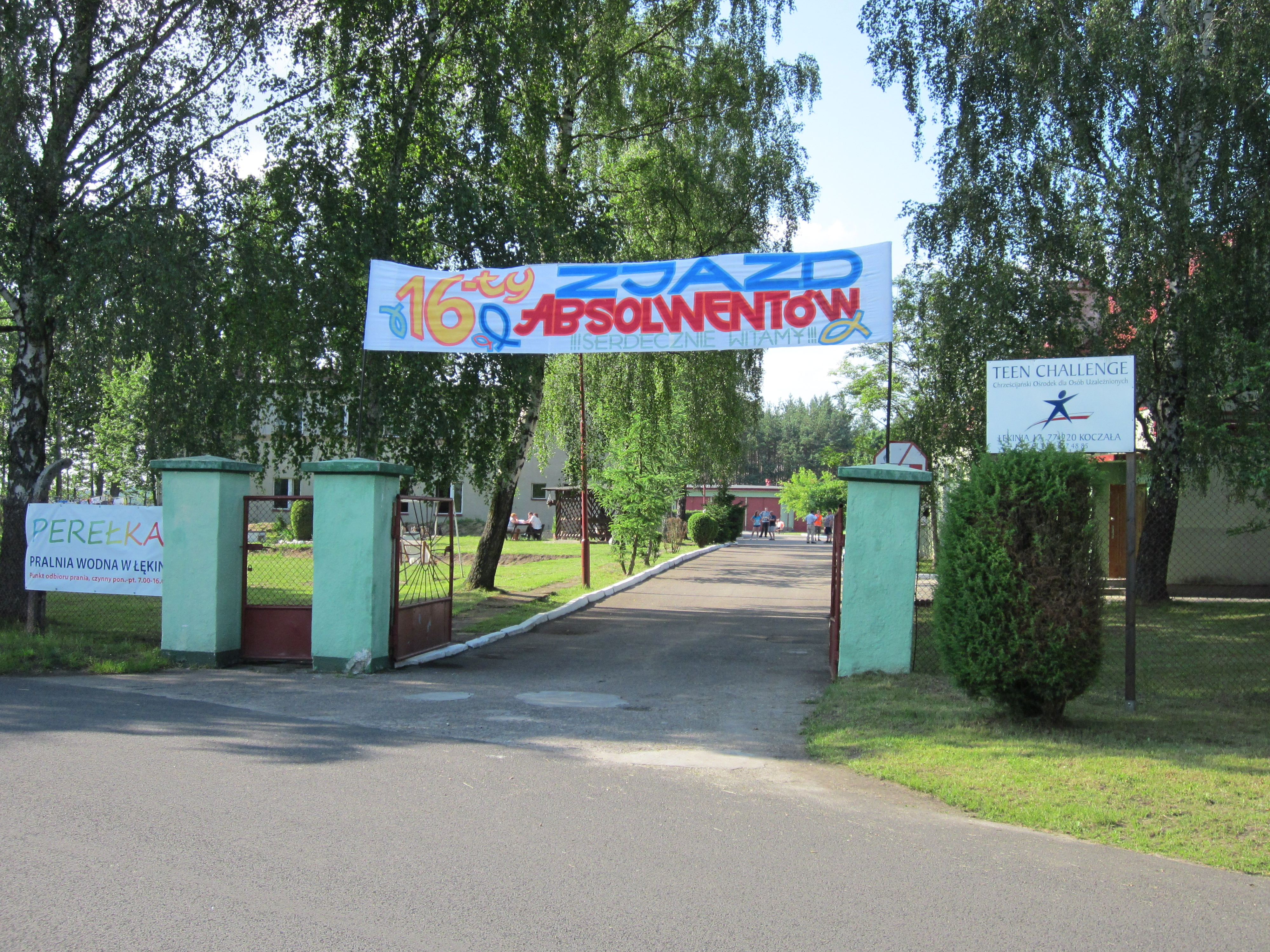
16–ty Zjazd Absolwentów – Łękinia 2012 r.

Obecnie w Polsce działają dwa ośrodki Teen Challenge: w Broczynie, oraz filia w Łękini. Oprócz wymienionych ośrodków istnieje również Ośrodek Kryzysowy w Winiarczykówce, kilka punktów konsultacyjnych i sieć tzw. CoffeeHouse'ów – są to punkty przyjęciowe, skupiające grupy osób udzielających bezpośredniej pomocy uzależnionym, a także wspierających potrzebujących w załatwianiu formalności przy ubieganiu się o miejsce w ośrodku stacjonarnym.

## Opinie na temat Teen Challenge
Teen Chalenge twierdzi, że 70-86% absolwentów ich kursów, którzy byli uzależnieni od narkotyków zostało uwolnionych od tego nałogu. Większość świeckich programów terapeutycznych daje 1-15% wyleczeń z nałogu.
Teen Challenge było przywoływane w publicznych debatach jako przykład dlaczego takie programy są warte publicznego dofinansowania. M.in. to właśnie udokumentowany sukces tej organizacji przyczynił się do powstania Biura Białego Domu ds. Inicjatyw Religijnych i Społecznych w 2001.